# Parapterulicium octopodites
Parapterulicium octopodites är en svampart som beskrevs av Corner 1952. Parapterulicium octopodites ingår i släktet Parapterulicium och familjen mattsvampar.   Inga underarter finns listade i Catalogue of Life.